# Параша (приток Волги)
Параша — река в России, протекает в пределах города Балахна, на территории Нижегородской области. Устье реки находится в 2261 км от устья Волги по правому берегу. Река берёт своё начало в болоте — западнее города и впадает в реку Волгу в районе ЗАО "ПО «Полиграфкартон». Длина реки — 3,5 км. Максимальный расход воды в период половодья 17 м³/с. Местами русло спрямлено каналами. Ниже Балахны, стоял стан разбойниц Уляшки и Парашки. Согласно преданиям, по этим рекам много кладов с награбленным добром зарыто.

## Происхождение названия
Согласно легенде, записанной Л. Л. Кравцовой в 1963 году в городе Балахна, река названа по имени разбойницы Параши, которая грабила торговые караваны в этих местах.
Как рассказывают старые люди, на том месте, где Балахна сейчас стоит, в давние времена большая торговая дорога проходила.

Места эти далеко по Руси красотой славились. И вот разнеслась весть, что, как только солнце за лесом спрячется, выходит на дорогу девушка. Всю ночь веселит она купцов плясками дивными. А утром ни плясуньи, ни товаров. Пусты купеческие упряжки.

## Данные водного реестра
По данным государственного водного реестра России относится к Верхневолжскому бассейновому округу, водохозяйственный участок реки — Волга от Горьковского гидроузла и до устья реки Ока, речной подбассейн реки — Волга ниже Рыбинского водохранилища до впадения Оки. Речной бассейн реки — (Верхняя) Волга до Куйбышевского водохранилища (без бассейна Оки).
Код объекта в государственном водном реестре — 08010300512110000017350.